# Percy Sykes

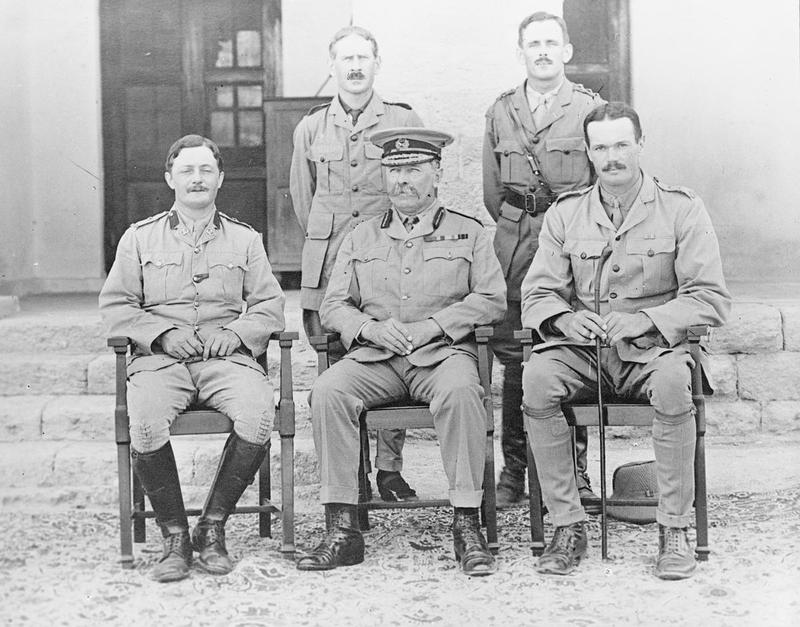
Percy Sykes (i mitten) med officerare i sin stab. Bandar Abbas, april 1916.

Percy Molesworth Sykes, född 28 februari 1867 i Brompton i Kent, död 11 juni 1945, var en brittisk militär, diplomat och forskningsresande.
Sykes, som blev officer 1888, företog 1893–1914 täta och vidsträckta resor i Persien och Belutsjistan. Han ombesörjde därvid bland annat upprättandet av flera brittiska konsulat och deltog 1896 i utstakningen av gränsen mellan dessa länder. Han tjänstgjorde 1900–01 i Sydafrika under boerkriget, var 1905–13 brittisk generalkonsul i Chorassan och förordnades 1915 till generalkonsul i kinesiska Turkestan. Han erhöll samma år knightvärdighet. 
Då tyskarna under Första Världskrigets första skede syntes på väg att få övermäktigt inflytande i Persien, sändes Sykes i mars 1916 till Sydpersien (den brittiska zonen) för att återställa ordningen där och i detta syfte som generalinspektör uppsätta sydpersiska skyttetrupper. Han var därefter till december 1918 med brigadgenerals rang överbefälhavare över de brittiska trupperna i Sydpersien. Sykes skrev bland annat Ten thousand miles in Persia (1902), History of Persia (1915; ny upplaga 1921 & 1930) och Through deserts and oases of Central Asia (1920).